# 국제화와 지역화

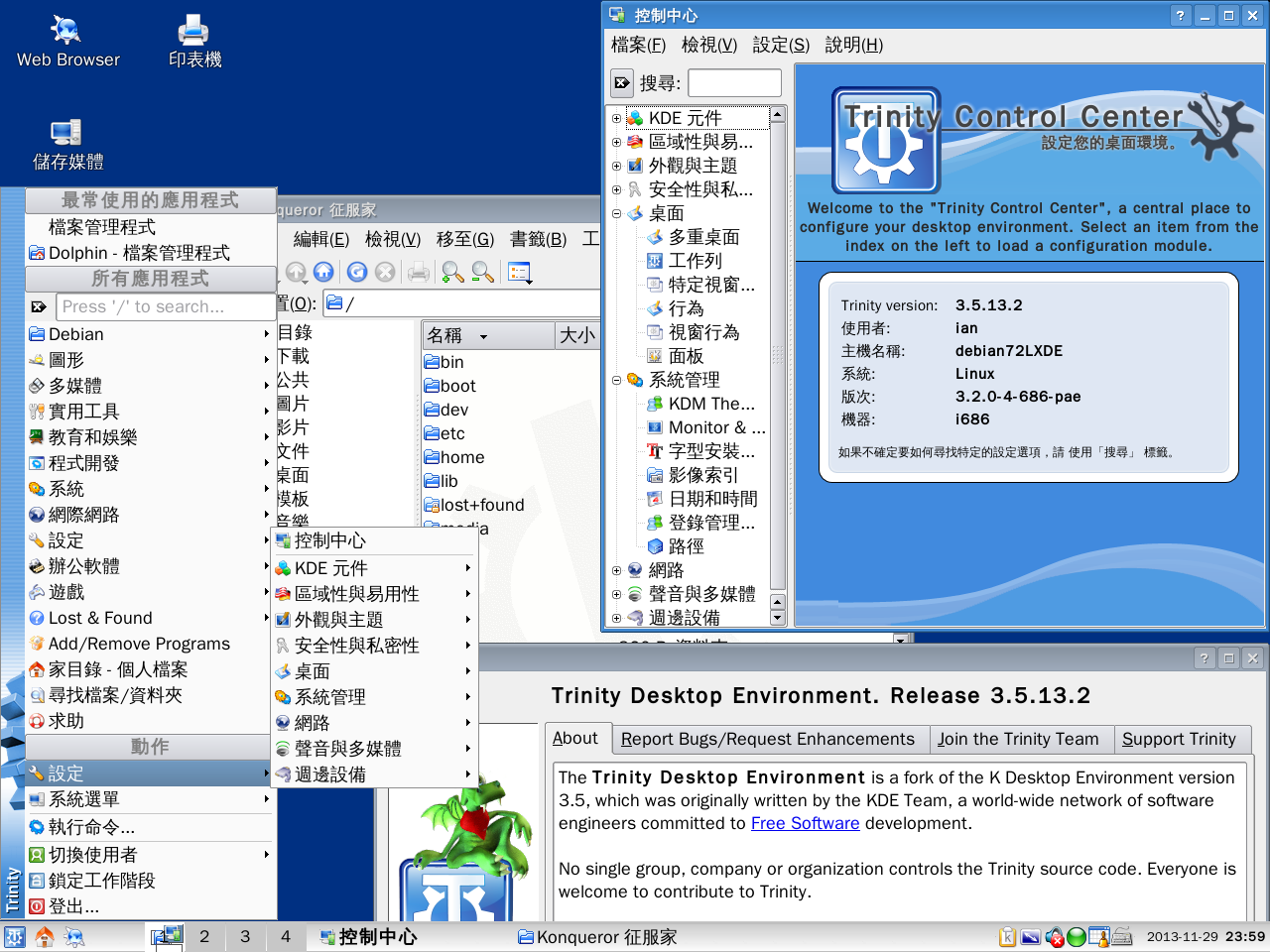
대부분 중국어(번체)로 현지화된 TDE 소프트웨어 프로그램의 스크린샷

국제화와 지역화는 출판물이나 하드웨어 또는 소프트웨어 등의 제품을 언어 및 문화권 등이 다른 여러 환경에 대해 사용할 수 있도록 지원하는 것을 의미한다.
이때 국제화는 제품 자체가 여러 환경을 지원할 수 있도록 제품을 설계하는 것을 의미하며, 지역화는 제품을 각 환경에 대해 지원하는 것을 의미한다.
국제화(internationalization)를 I18N이나 i18n으로, 지역화(localization)를 L10N이나 l10n 등으로 표기하기도 한다. 이것은 두 단어의 영어 철자에서 첫 글자와 마지막 글자만 뺀 나머지 글자들을 그 숫자로 표시한 것이다. (I18N은 ‘I’ + 18글자 + ‘N’을 뜻한다) L의 소문자와 I의 대문자가 서로 비슷하기 때문에 보통 i18n과 L10n을 많이 사용한다. 그 외에 다국어화(multilingualization, m17n)라는 표현을 사용하기도 한다.

## 영역
국제화와 지역화는 아래의 영역들에 초점을 맞추고 있다.
- 언어
  - 컴퓨터의 문자 인코딩: 여기에는 문자뿐만 아니라 숫자 표기 방법, 글자를 쓰는 방향 등이 포함된다. 대부분의 최근 시스템들은 유니코드를 사용하여 인코딩 문제를 해결하였다.
  - 글자의 그림 표현(인쇄물이나 텍스트를 담고 있는 이미지)
  - 녹음된 음성
  - 영상물의 자막
- 날짜/시간 형식, 다른 역법의 사용
- 시간대
- 통화(通貨, Currency)
- 이름과 직함
- 정부 지정 번호(주민등록번호, 미국의 사회보장번호 등)와 여권
- 전화 번호, 주소, 국제 우편 번호
- 중량과 치수
- 종이 크기

다음은 지역화에만 적용되는 내용이다.
- 번역 (컴퓨터 환경의 경우 언어 현지화 참고)
- 동아시아 언어(한자 문화권) 등에 대한 특별한 지원
- 지역의 관습
- 기호
- 정렬의 순서
- 미학(미적 감각)
- 문화적인 값어치, 사회적인 환경